# Helmut Koinigg
Helmut Koinigg,  avstrijski dirkač formule 1, * 3. november 1948, Dunaj, Avstrija, † 6. oktober 1974, Watkins Glen, New York, ZDA. 
Helmut Koinigg je pokojni avstrijski dirkač Formule 1. Debitiral je v sezoni 1974 na domači dirki za Veliko nagrado Avstrije, kjer se mu ni uspelo kvalificirati na dirko. Na predzadnji dirki sezone za Veliko nagrado Kanade je zasedel deseto mesto, na zadnji dirki sezone za Veliko nagrado ZDA pa se je smrtno ponesrečil.

## Popolni rezultati Formule 1
(legenda) (odebeljene dirke pomenijo najboljši štartni položaj, poševne pa najhitrejši krog, †-uvrščen kljub odstopu)
| Leto | Moštvo           | Šasija       | Motor       | 1   | 2   | 3   | 4   | 5   | 6   | 7   | 8   | 9   | 10 | 11  | 12      | 13  | 14     | 15      | Prv | Toč |
| ---- | ---------------- | ------------ | ----------- | --- | --- | --- | --- | --- | --- | --- | --- | --- | -- | --- | ------- | --- | ------ | ------- | --- | --- |
| 1974 | Scuderia Finotto | Brabham BT42 | Cosworth V8 | ARG | BRA | JAR | ŠPA | BEL | MON | ŠVE | NIZ | FRA | VB | NEM | AVT DNQ | ITA |        |         | -   | 0   |
| 1974 | Team Surtees     | Surtees TS16 | Cosworth V8 |     |     |     |     |     |     |     |     |     |    |     |         |     | KAN 10 | ZDA Ret | -   | 0   |